# Grete Hermann
Grete Hermann, född 2 mars 1901 i Bremen, Tyskland, död 15 april 1984 i Bremen, var en tysk matematiker, fysiker, filosof och pedagog som är känd för sitt arbete inom kvantmekanik.

## Biografi
Hermann studerade matematik vid universitetet i Göttingen för Emmy Noether och Edmund Landau, där hon disputerade 1926. Hennes doktorsavhandling, "Die Frage der endlich vielen Schritte in der Theorie der Polynomideale", publicerad i Mathematische Annalen, är grunduppsatsen för datoralgebra.
När Adolf Hitler kom till makten i Tyskland deltog Hermann i den underjordiska rörelsen mot nazisterna. Hon var medlem i Internationaler Sozialistischer Kampfbund (ISK).
År 1936 lämnade Hermann Tyskland för Danmark och senare Frankrike och England. I London, för att undvika att sticka ut på grund av sin tyska härkomst, gifte hon sig tidigt 1938 med engelsmannen Edward Henry. Hennes föraningar motiverades av händelser, som gjorde att två år senare åberopade den brittiska regeringen sin dittills undanskymda förordning 18B i Defence (General) Regulations 1939, som identifierade flera tusen flyktingar som hade flytt Tyskland av politiska eller rasskäl som fiendens utsända och placerade dem i interneringsläger.
Efter andra världskrigets slut 1945 kunde hon kombinera sina intressen för fysik och matematik med politisk filosofi. När hon 1946 återvände till det som 1949 skulle bli den tyska förbundsrepubliken (Västtyskland) gick hon med i det socialdemokratiska partiet (SPD). Från 1947 var hon en av dem som bakom kulisserna bidrog till Bad Godesbergprogrammet, utarbetat under ledning av hennes långvariga ISK-kamrat Willi Eichler och antaget 1959. Programmet angav en detaljerad moderniseringsplattform som förde partiet in i regeringen på 1960-talet.

## Karriär och vetenskapligt arbete
Åren 1925 till 1927 arbetade Hermann som assistent till Leonard Nelson. Tillsammans med Minna Specht publicerade hon postumt Nelsons verk System der philosophischen Ethik und Pädagogik, samtidigt som hon fortsatte sin egen forskning.
Hermanns doktorsavhandling fastställde först förekomsten av algoritmer (inklusive komplexitetsgränser) för många av de grundläggande problemen inom abstrakt algebra, såsom idealiskt medlemskap för polynomringar. Hermanns algoritm för primär sönderdelning är idag fortfarande i användning.
Som filosof hade Hermann ett särskilt intresse för fysikens grundvalar. År 1934 flyttade hon till Leipzig "med det uttryckliga syftet att förena en nykantiansk uppfattning om kausalitet med den nya kvantmekaniken". I Leipzig ägde många meningsutbyten rum mellan Hermann, Carl Friedrich von Weizsäcker och Werner Heisenberg. Innehållet i hennes arbete under denna tid, inklusive fokus på en distinktion mellan förutsägbarhet och kausalitet, är känt från tre av hennes egna publikationer, från senare beskrivning av deras diskussioner av von Weizsäcker och diskussionen om Hermanns arbete i kapitel tio i Heisenbergs Delen och helheten. Från Danmark publicerade hon sitt arbete Die naturphilosophischen Grundlagen der Quantenmechanik. Detta arbete har kallats "en av de tidigaste och bästa filosofiska behandlingarna av den nya kvantmekaniken".
I juni 1936 tilldelades Hermann Richard Avenarius-priset tillsammans med Eduard May och Th. Vogel.
Hermann nominerades till professor i filosofi och fysik vid Pädagogische Hochschule i Bremen och spelade en relevant roll i Gewerkschaft Erziehung und Wissenschaft. Från 1961 till 1978 presiderade hon över Philosophisch-Politische Akademie, en organisation grundad av Nelson 1922, inriktad på utbildning, social rättvisa, ansvarsfull politisk handling och dess filosofiska grund.